# Tartonne
Tartonne é uma comuna francesa na região administrativa da Provença-Alpes-Costa Azul, no departamento dos Alpes da Alta Provença. Estende-se por uma área de 44,88 km². Em 2010 a comuna tinha 134 habitantes (densidade: 3 hab./km²).